# Silvan Thüler
Silvan Thüler, in der Schweiz besser bekannt als Sämi Thüler, (* 1. August 1932 in Solothurn; † 13. August 2011 in Riehen) war ein Schweizer Fussballspieler (Abwehrspieler).

## Karriere
Er spielte bis 1955 bei FC Solothurn und er stieg mit den "Ambassadoren" 1952 in die Nationalliga B auf. Beim FC Basel spielte er sieben Jahre unter den Trainern Béla Sárosi, Rudolf Strittich, René Bader, Jenő Vincze und Georges Sobotka. Seine Karriere als aktiver Fussballer liess Thüler nach 1962 als Erstliga-Spieler beim FC Concordia Basel ausklingen.
1956 und 1958 spielte "Sämi" Thüler zwei Länderspiele mit der Schweizer Nationalmannschaft. Sein Debüt war in der legendäre 3:1-Auswärtssieg gegen Deutschland vom 21. November 1956 im Frankfurter Waldstadion.
Er heiratet Lotti Feller im April 1956. Sie hatten zwei Töchter, die Zwillinge Barbara und Silvia. Beruflich war Thüler zuerst für das Gas- und Wasserwerk Basel tätig, später führte er als Wirt mehrere Restaurants zusammen mit seiner Frau Lotti, ehe das Paar die Leitung des Wenkenhofs in Riehen übernahm.

## Titel und Erfolge
Solothurn
- 1. Ligameister und Aufstieg 1952 in der Nationalliga B